# Bixadoides allardi
Bixadoides allardi là một loài bọ cánh cứng trong họ Cerambycidae.